# Спасо-хаус
Спасо-хаус (англ. Spaso House) або особняк Второва — історичний особняк у центрі Москви, з кінця 1933 року орендується урядом США як резиденція посла США в СРСР або Росії. Пам'ятник неокласичної архітектури передреволюційного часу, що розташований за адресою: Спасопісковський провулок, 10.

## Історія

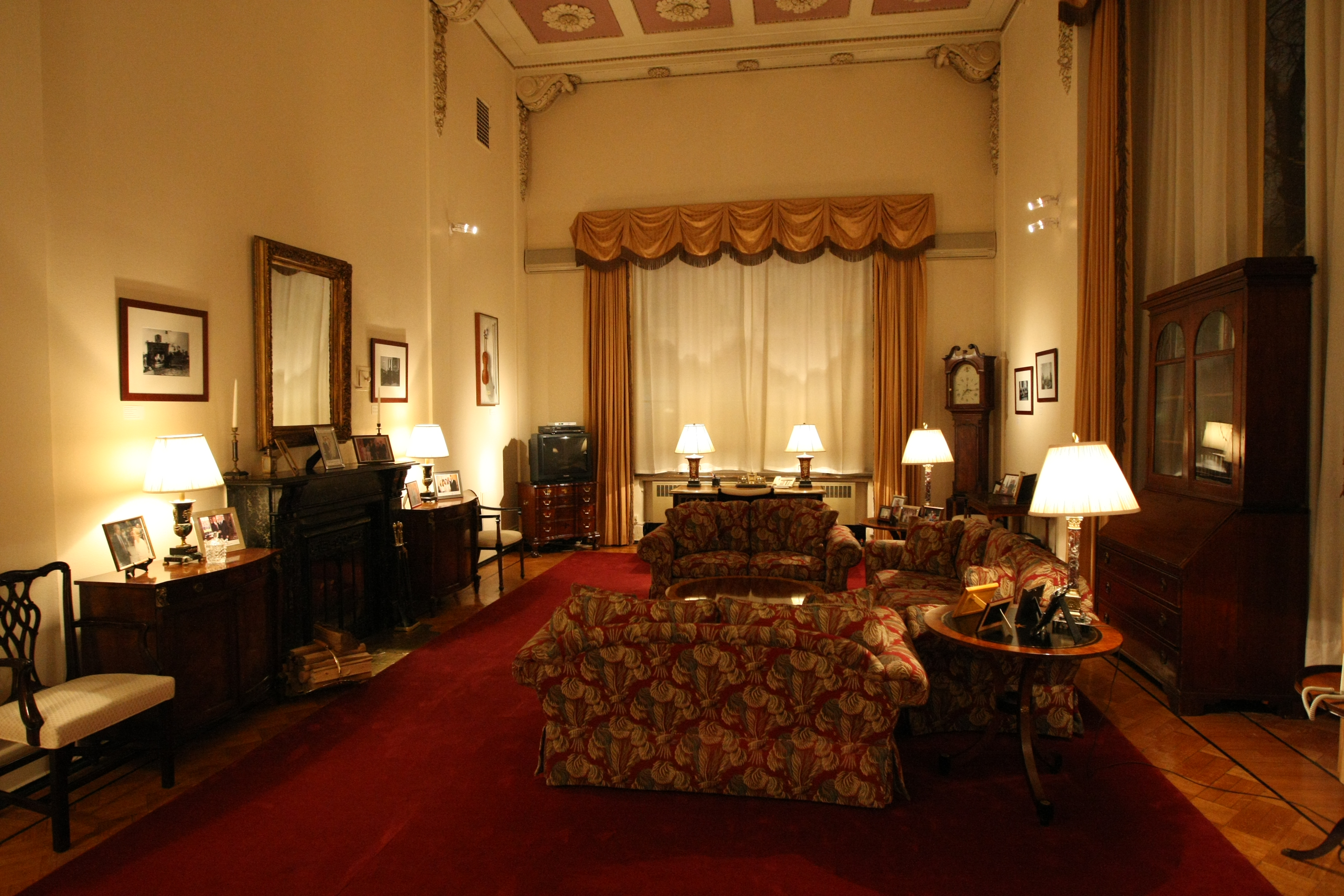
Бібліотека

Побудований особняк в 1913—1915 роках на замовлення М. О. Второва за проєктом В. Д. Адамовича та В. М. Маята на місці колишньої садиби Лобанових-Ростовських . Безпосередньо поряд із будинком Второва знаходяться пам'ятники московського ампіру — будинки О. Г. Щепочкіної та М. О. Львова.
Ймовірно, зразком для Адамовича та Маята послужив петербурзький особняк Половцова на Кам'яному острові, побудований у 1911—1913 роках І. О. Фоміним, а також особняк Гагаріних на Новинському бульварі роботи Й. І. Бове (знищений авіабомбою в 1941 році). Істотні відмінності Второвського особняка — в заміні центрального порталу на напівротонду з іонічними колонами, що підтримують балкон. Розмір палладіанського напівциркульного вікна точно повторюють розміри вікна особняка Гагаріна, але тут воно піднесено відносно класичних зразків на висоту балюстради. Всередині особняк спроєктований за канонами класичної симетрії.

У 1918—1933 роках в особняку розміщувалися установи і квартири, в тому числі тут жив народний комісар закордонних справ Георгій Чичерін, пізніше — його заступник.

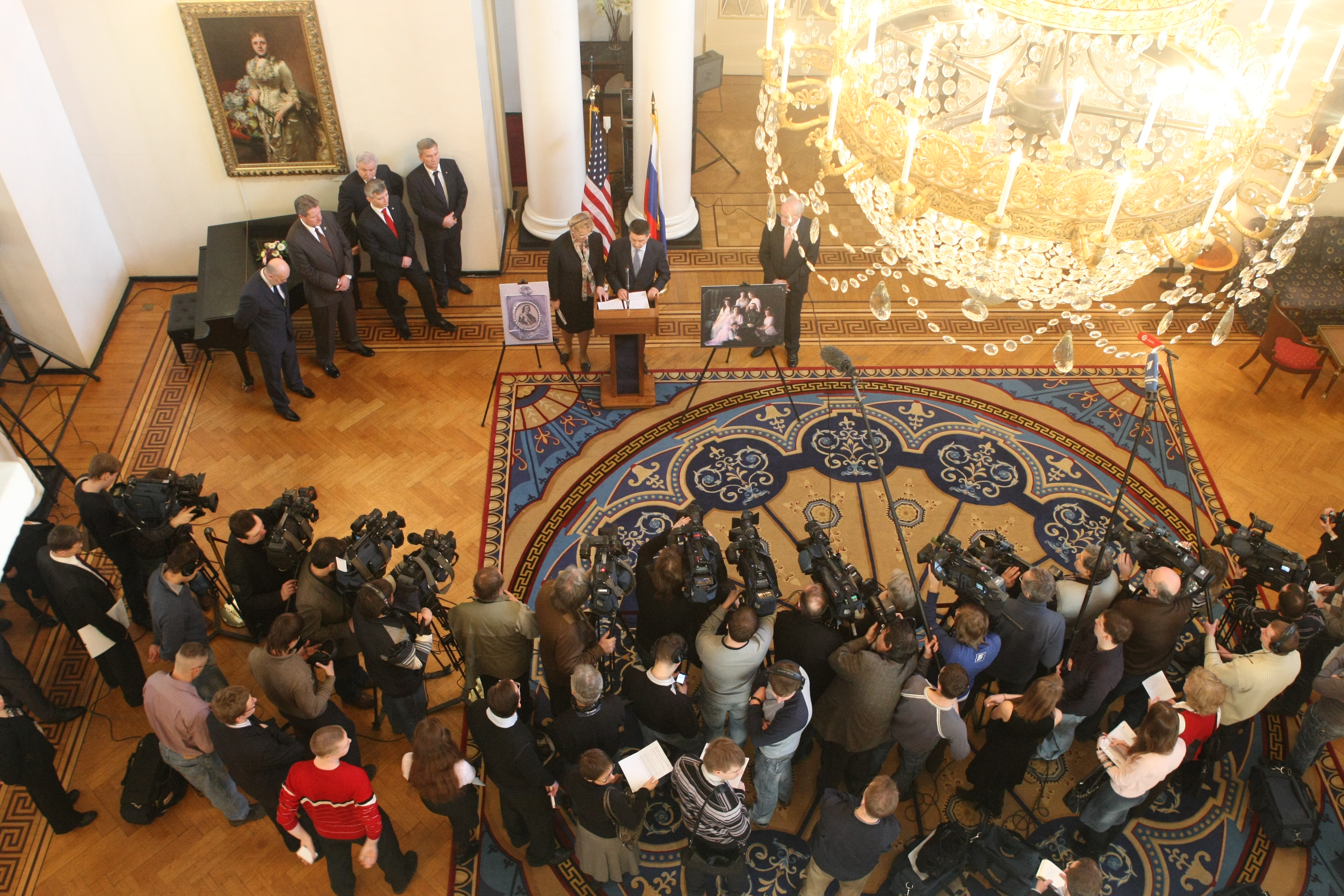
Інтер'єри, 2010

Із 1933 року особняк орендується для цілей розміщення резиденції посла США в Москві. Першим американським послом, який оселився в особняку, став Вільям Булліт. У ці ж роки з боку головного входу в сад до особняка був прибудований великий зал для прийомів і танців. Саме тут на одному з перших музичних вечорів своєю оперою «Любов до трьох апельсинів» диригував Сергій Прокоф'єв, неодноразово виступали всесвітньо відомі музиканти і співаки, виставлялися роботи видатних американських художників.
Тут жили під час державних візитів Ейзенхауер, Ніксон, Рейган. На прийомі в 1976 році на честь двохсотріччя Декларації незалежності США будинок вмістив 3001 гостя.
В 1990-ті роки будівля стала предметом довгої суперечки між МЗС Росії та Держдепартаментом США у зв'язку з умовами оренди за договором 1985 року, який передбачав річну орендну плату в розмірі 72 500 інвалютних рублів (тоді 90 000 доларів США), що в 2001 році становило лише 3 долари США. У 2004 році сторони уклали новий договір оренди на 49 років; сума орендної плати не розкривалася.